# مايك بريتون
مايك بريتون (بالإنجليزية: Mike Britton)‏ (4 أغسطس 1970 في الولايات المتحدة - ) هو مدرب كرة قدم ولاعب كرة قدم أمريكي في مركز الدفاع. لعب مع Rochester Rhinos ‏ وBuffalo Blizzard ‏ وHouston Hotshots ‏.

## وصلات خارجية
1. ↑   {{استشهاد ويب}}: استشهاد فارغ! (مساعدة)
2. ↑  "2024 Syracuse Men's Soccer Record Book" (PDF) (بالإنجليزية). 23 Apr 2024. pp. 18–22. Retrieved 2024-07-11.